# Orótuk
Orótuk (en rus: Оротук) és un poble de l'óblast de Magadan, a Rússia, que el 2015 no tenia cap habitant.